# بخش بلوم (شهرستان سنکا، اوهایو)
بخش بلوم (به انگلیسی: Bloom Township) یک منطقهٔ مسکونی در ایالات متحده آمریکا است که در شهرستان سنکا، اوهایو واقع شده‌است.
 بخش بلوم ۹۴٫۴ کیلومتر مربع مساحت و ۱٬۷۹۹ نفر جمعیت دارد و ۲۷۸ متر بالاتر از سطح دریا واقع شده‌است.